# Bandera de Amapá
La bandera de Amapá es uno de los símbolos oficiales de Amapá, uno de los estados de Brasil.

## Simbolismo
El verde representa los bosques; el amarillo, las riquezas minerales; el azul, el cielo; y el blanco, la paz. El negro simboliza el respeto de los hombres que murieron luchando por el estado. La figura geométrica centralizada en el lado derecho, representa la Fortaleza de São José de Macapá.
Hasta la creación del territorio de Amapá, la región fue disputada por franceses y brasileños, habiéndose creado en ese período, el Estado Independiente de Cunani, la República Independiente de Caunany, y la República de Brezet, que a pesar de haber tenido una mínima estructura, a fin de ser reconocidos internacionalmente, nunca pasaron de situaciones efímeras, cuyos gobiernos de Brasil y de Francia trataron de extinguir.
El Territorio Federal de Amapá, estableció su propia bandera, que fue utilizada después de la creación del estado el 5 de octubre de 1988, y establecida por el Decreto n.º 8, del 23 de abril de 1984. Mientras tanto, debido a las diferencias en el tiempo, popularmente era utilizada una versión tripartita de la bandera del estado de Pará, mostrando el fuerte San José. Tal versión sólo dejó de ser utilizada durante el gobierno de Aníbal Barcelos.

## Otras banderas

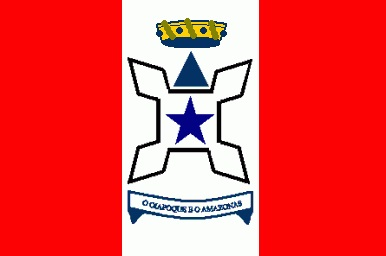
Bandera del estado de Amapá (1984-1991).
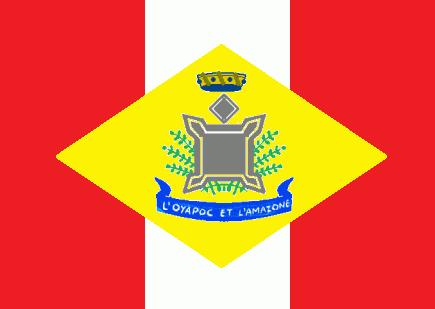
Proyecto de bandera del Estado de Amapá (1984), no utilizado.
Bandera del Estado Independiente de Cunani.
Bandera de la República Independiente de Cunani.
Bandera de la República de Brezet.

- Datos: Q2976226